# Mare de Déu del Roser del Bosc
La Mare de Déu del Roser del Bosc és una capella del poble de Monistrol de Calders, a la comarca del Moianès.
Està situada en el mas del Bosc, al sud-oest del poble, a la part central-occidental del terme municipal. Es tracta d'una petita capella moderna, construïda a mitjan segle xx, d'una sola nau, sense absis exempt, situada al costat nord-oest de la masia, en una placeta que fa per aquell costat l'espai interior de la masia del Bosc.
Conté unes pintures al fresc fetes a començaments de la segona meitat del segle XX amb motius relacionats amb l'advocació mariana de la capella.